# Cartolinhas de Caxias
Cartolinhas de Caxias foi uma escola de samba da cidade de Duque de Caxias, que participava do Carnaval da cidade do Rio de Janeiro, suas cores eram o amarelo e o azul.
O mais famoso samba da agremiação é "Benfeitores do Universo" de 1953 e posteriormente gravado por nomes importantes da MPB. 
Em 1971, fundiu-se com as escolas: União do Centenário, Capricho do Centenário e Unidos da Vila São Luis, para dar origem à Grande Rio, que mais tarde ainda se fundiria novamente com a Acadêmicos de Caxias, dando origem à Acadêmicos do Grande Rio.